# کلت کانادا سی ۷
کلت کانادا سی ۷ خانواده ای از تفنگ‌های نظامی کانادایی است که توسط کلت کانادا (دیماکو سابق (قبل از سال ۲۰۰۵)) تولید می‌شود و طراحی و عملکرد مشابهی با کلت مدل M16A3 دارد.
این خانواده از سلاح‌ها به عنوان تفنگ سازمانی توسط ارتش‌های کانادا، نروژ (فقط نیروهای ویژه)، دانمارک و هلند پذیرفته شده‌است. پس از طی آزمایش‌های مختلف، سلاح سی ۸ برای نیروی ویژه بریتانیا انتخاب شد.
همچنین این خانواده از سلاح‌ها، به عنوان سلاح گرم سازمانی نیروی هوایی هلند و سایر نظامیان در ارتش هلند و بریتانیا است. در میدان‌های مختلف نبرد در افغانستان، عراق و مالی، نیروهای کانادایی، بریتانیایی، نروژی، هلندی و دانمارکی از این سلاح استفاده کرده‌اند.

## سی ۷
اسلحه سی ۷ نسخه توسعه یافته اسلحه‌های M16A1E1 است. یک افسر رابط نیروهای کانادایی با تفنگداران دریایی ایالات متحده که در برنامه بهبود محصول M16A1 حضور داشت، اطلاعات مورد نیاز را به دفتر برنامه جایگزینی تفنگ کانادا انتقال داد. برخی از مهم‌ترین انواع مدل‌های آن عبارتند از C7A1 و C7A2

## سی ۸
این خانواده از نظر مکانیکی شبیه به کلت مدل M16A2 است. برخی از مهم‌ترین مدل‌های آن عبارتند از C8A1 و C8A2 و C8SFW و C8FTHB و C8A3.

## دیماکو ال اس دبلیو
دو شرکت کلت و دایماکو برای توسعه یک نوع اسلحه خودکار تیمی از این خانواده با هم به فعالیت پرداختند. سلاح پشتیبانی سبک دیماکو ال اس دبلیو دارای یک لوله گاز مستقیم بزرگ شده و یک لوله سنگین ضخیم تقریباً یک اینچی است تا لوله را کمتر مستعد گرم شدن بیش از حد کند و در نتیجه سرعت پایدار یا مؤثر آتش را افزایش دهد. این سلاح فقط می‌تواند به‌طور خودکار شلیک کند. این سلاح دارای یک محافظ دستی مربع شکل با یک دسته حمل و یک جلوی عمودی است که می‌تواند به عنوان مونوپاد استفاده شود.

## بهره برداران سلاح

### دانمارک
دانمارک اولین دسته از C7A1 را در سال ۱۹۹۵ و C8A1 را در سال ۱۹۹۶ خریداری کرد و آنها را M/95 و M/96 carbine معرفی کرد.
در سال ۲۰۰۴ دیماکو ال اس دبلیو با نام LSV M/04 به سلاح‌های دانمارک اضافه شد. این خانواده از سلاح‌ها قرار است جایگزین(H&K G3) M/75 ساخت آلمان شوند که از سال ۱۹۷۵ سلاح اصلی پیاده‌نظام بود.

### هلند
پس از یک فرایند انتخاب و برنامه آزمایشی که در سال ۱۹۹۱ شروع شد، هلند بیش از ۵۳۰۰۰ سلاح از این خانواده را در مارس ۱۹۹۴ خریداری کرد. رایج‌ترین نسخه مورد استفاده در نیروهای مسلح هلند سلاح C7 با مگسک بود.

### انگلیس
این کشور اولین بار سلاح سی ۸ دیماکو را در اواسط دهه ۱۹۹۰ به عنوان سلاح سازمانی نیروهای ویژه انتخاب کرد.
در ژوئیه ۲۰۱۳ وزارت دفاع بریتانیا با شرکت کلت کانادا قراردادی به ارزش ۲٫۸ میلیون پوند منعقد کرد.

### بوتسوانا
نیروی دفاعی بوتسوانا از تفنگ ریلی مدولار MRR15.7M و MRR11.6S و کارابین‌های نبرد نزدیک (Close Quarter Battle) استفاده می‌کنند. این سلاح‌ها دارای گیرنده بالایی یکپارچه، کنترل‌های دوسویه، دسته شارژ دوسویه، مناظر تاشو سفارشی جلو و عقب، دستگیره تپانچه Moe رنگ قهوه‌ای مایل به زرد و قنداق ctr هستند. آنها برای دفاع ملی، حفظ صلح خارجی و وظایف ضد شکار غیرقانونی مستقر هستند.

### افغانستان
در سال‌های ۲۰۰۷ و ۲۰۰۸، کانادا ۲۵۰۰ تفنگ تهاجمی سی ۷ را به ارتش ملی افغانستان اهدا کرد. در سال ۲۰۱۱، اردوی ملی افغانستان این سلاح‌ها را پس داد زیرا نیروهای امنیتی افغانستان سلاح M16 آمریکایی را به جای آن انتخاب کردند.

### اوکراین
در سال ۲۰۲۲ کانادا تعداد سلاح سی ۸ کاربین به این کشور اهدا کرد.